# Maria Emanuel Markgraf von Meißen
Maria Emanuel Prinz von Sachsen Herzog zu Sachsen (* 31. Januar 1926 in Regensburg; † 23. Juli 2012 in La Tour-de-Peilz) war seit 1968 Oberhaupt des ehemals königlich sächsischen Hauses Wettin Albertinische Linie und nannte sich als solcher Markgraf von Meißen.

## Leben

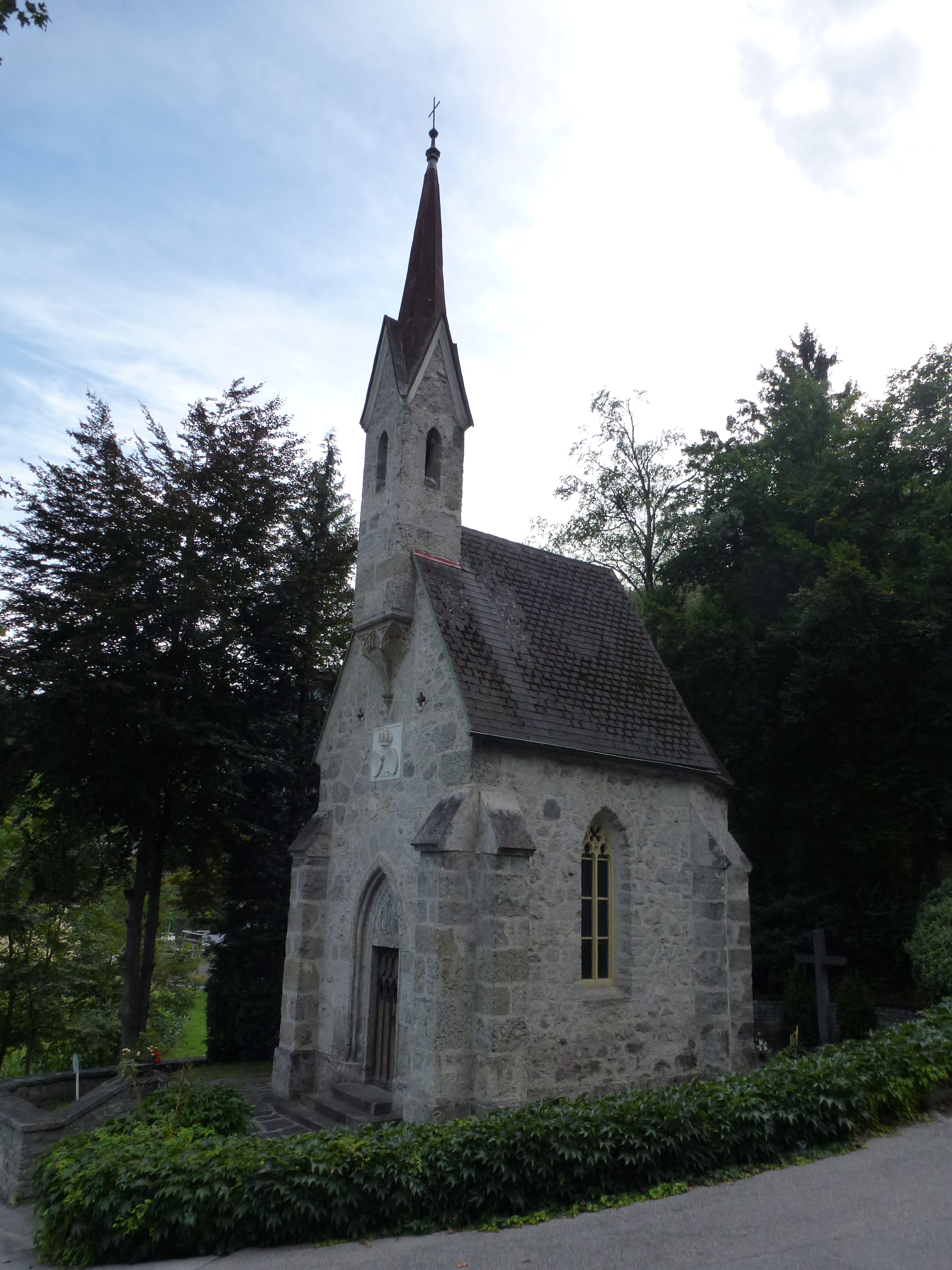
Königskapelle bei Imst in Tirol

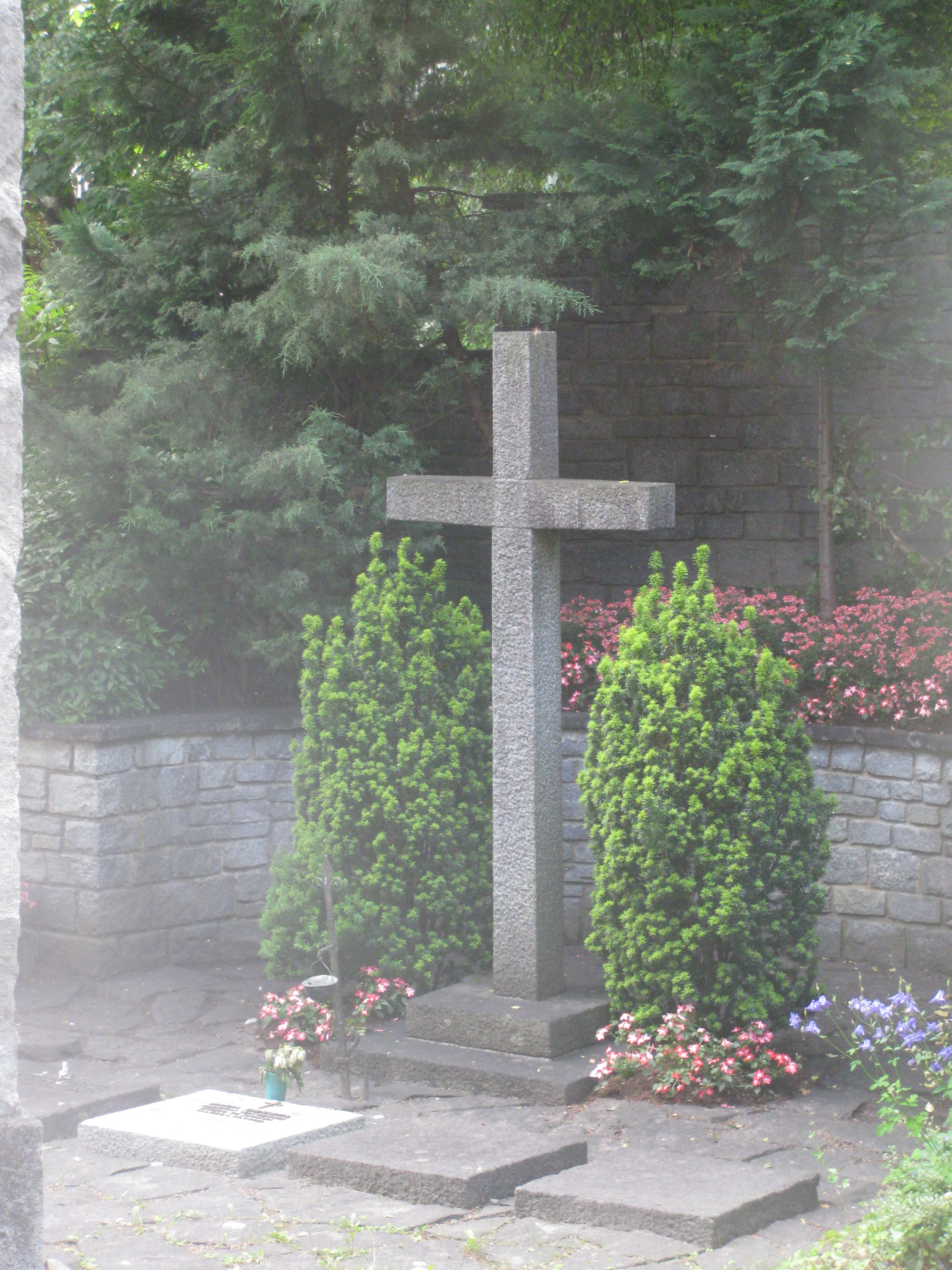
Grablege in der Gruft der Wettiner neben der Königskapelle

Maria Emanuel wurde auf Schloss Prüfening in Regensburg geboren und war der älteste Sohn von Friedrich Christian Prinz von Sachsen und Elisabeth Helene von Thurn und Taxis. Seine Geschwister sind: 
- Maria Josepha (* 20. September 1928 in Bad Wörishofen; † 10. August 2018)
- Maria Anna Josepha (* 13. Dezember 1929 in Bad Wörishofen; † 13. März 2012), ⚭ 1952 Roberto Afif Prinz von Gessaphe (1916–1978), (der Sohn aus dieser Ehe Alexander Prinz von Gessaphe wurde im Jahr 1999 von Maria Emanuel adoptiert und zum Nachfolger als Chef des Hauses Sachsen bestimmt)
- Albert Joseph Maria Franz Xaver (1934–2012) ⚭ Elmira Henke (* 1930)
- Mathilde Maria Josepha Anna Xaveria (* 17. Januar 1936 in Bamberg; † 17. März 2018) ⚭ 1968–1993 Johannes Prinz von Sachsen-Coburg und Gotha-Kohary (1931–2010).

Als Schüler wurde er wegen eines von ihm verfassten, gegen das NS-Regime gerichteten Briefes 1943 verhaftet und wegen Wehrkraftzersetzung und Rundfunkverbrechen angeklagt. Zunächst wurde Maria Emanuel in Saulgau (Württemberg) festgehalten, dann aber nach Potsdam überstellt, wo ihm vor dem Volksgerichtshof der Prozess gemacht werden sollte. Der zuständige Richter Roland Freisler fiel kurz vor der Eröffnung des Prozesses im Februar 1945 einem Bombenangriff zum Opfer. Aufgrund der guten Kontakte des Vaters zu maßgeblichen Stellen in Berlin konnte die Anklage auf ein Jugendvergehen abgemildert werden, andernfalls hätte Maria Emanuel die Todesstrafe gedroht. Bei Kriegsende 1945 wurde Maria Emanuel von Sachsen als politischer Häftling durch die in Potsdam einrückenden sowjetischen Truppen befreit und konnte endlich 1946 mit Eltern und Geschwistern im österreichischen Vorarlberg zusammentreffen.
Maria Emanuel studierte einige Semester an der Kunstakademie Düsseldorf. Ab 1950 war er als Grafiker und Kunstmaler in München tätig. Am 22. Juni 1962 heiratete er in La Tour-de-Peilz (Schweiz) Anastasia-Louise Prinzessin von Anhalt (* 1940), Tochter von Eugen Prinz von Anhalt (1903–1980) und Anastasia Jungmeier (1901–1970) sowie Enkelin von Eduard von Anhalt, 1918 regierender Herzog von Anhalt. Da die Ehe kinderlos blieb, adoptierte Maria Emanuel am 26. Mai 1999 seinen Neffen Alexander Prinz von Sachsen-Gessaphe, der ihm als Chef des Hauses Sachsen nachfolgen sollte. Diese Nachfolge ist allerdings umstritten; Maria Emanuels Bruder Albert, der ihn allerdings nur um drei Monate überlebte, nannte sich nach dessen Tod Markgraf von Meißen (siehe: Familienoberhaupt der Albertiner (Haus Sachsen) und Nachfolgestreit).
Am 23. Juli 2012 verstarb Maria Emanuel in seiner Schweizer Wahlheimat. Sein Leichnam wurde am 30. Juli 2012 im Beisein des engsten Familienkreises in einem verlöteten Zinksarg, der in einen Eichensarg gebettet ist, in der Gruft neben der Königskapelle bei Imst in Tirol bestattet.

## Orden und Mitgliedschaften
Maria Emanuel war Träger zahlreicher hoher Auszeichnungen. Unter anderem wurde ihm 1978 der Orden vom Goldenen Vlies verliehen.
In München gründete er gemeinsam mit seinem Vater Friedrich Christian, seinem Bruder Albert sowie anderen Vertretern des sächsischen Adels, dem Kapitel des St. Heinrichs Orden des „Vereins der Dresdner“ und der Landsmannschaft Sachsen – Kreisgruppe München am 30. Januar 1961 die Studiengruppe für Sächsische Geschichte und Kultur e. V. München, die damals eine der größten sächsischen Vereinigungen im Bundesgebiet des geteilten Deutschland werden sollte. Er wurde 1998 Ehrenmitglied der katholischen Studentenverbindung K.D.St.V. Chursachsen zu Dresden im CV.
Nach der Wiedervereinigung Deutschlands wurde Maria Emanuel Kuratoriumsmitglied des Weltkulturerbes Dresdner Elbtal.

## Vorfahren
| Ahnentafel Maria Emanuel | Ahnentafel Maria Emanuel                                                                            | Ahnentafel Maria Emanuel                                                                            | Ahnentafel Maria Emanuel                                                                            | Ahnentafel Maria Emanuel                                                                            | Ahnentafel Maria Emanuel                                                                             | Ahnentafel Maria Emanuel                                                                             | Ahnentafel Maria Emanuel                                                                               | Ahnentafel Maria Emanuel                                                                               |
| ------------------------ | --------------------------------------------------------------------------------------------------- | --------------------------------------------------------------------------------------------------- | --------------------------------------------------------------------------------------------------- | --------------------------------------------------------------------------------------------------- | --- | --- | --- | --- |
| Ururgroßeltern           | König Johann von Sachsen (1801–1873) ⚭ 1822 Amalie Auguste von Bayern (1801–1877)                   | König Ferdinand II. von Portugal (1816–1885) ⚭ 1836 Maria II. von Portugal (1819–1853)              | Großherzog Leopold II. (1797–1870) ⚭ 1833 Maria Antonia von Neapel-Sizilien (1814–1898)             | Herzog Karl III. (1823–1854) ⚭ 1845 Louise Marie Therese von Frankreich (1819–1864)                 | Fürst Maximilian Karl von Thurn und Taxis (1802–1871) ⚭ 1828 Wilhelmine von Dörnberg (1803–1835)     | Max Joseph in Bayern (1808–1888) ⚭ 1828 Ludovika Wilhelmine von Bayern (1808–1892)                   | Joseph Anton Johann von Österreich (1776–1847) ⚭ 1819 Maria Dorothea von Württemberg (1797–1855)       | August von Sachsen-Coburg und Gotha (1818–1881) ⚭ 1843 Clementine d’Orléans (1817–1907)                |
| Urgroßeltern             | König Georg von Sachsen (1832–1904) ⚭ 1859 Maria Anna von Portugal (1843–1884)                      | König Georg von Sachsen (1832–1904) ⚭ 1859 Maria Anna von Portugal (1843–1884)                      | Großherzog Ferdinand IV. (1835–1908) ⚭ 1868 Alicia von Bourbon-Parma (1849–1935)                    | Großherzog Ferdinand IV. (1835–1908) ⚭ 1868 Alicia von Bourbon-Parma (1849–1935)                    | Maximilian Anton von Thurn und Taxis (1831–1867) ⚭ 1858 Helene in Bayern (1834–1890)                 | Maximilian Anton von Thurn und Taxis (1831–1867) ⚭ 1858 Helene in Bayern (1834–1890)                 | Joseph Karl Ludwig von Österreich (1833–1905) ⚭ 1864 Clotilde von Sachsen-Coburg und Gotha (1846–1927) | Joseph Karl Ludwig von Österreich (1833–1905) ⚭ 1864 Clotilde von Sachsen-Coburg und Gotha (1846–1927) |
| Großeltern               | König Friedrich August III. (1865–1932) ⚭ 1891 Luise von Österreich-Toskana (1870–1947)             | König Friedrich August III. (1865–1932) ⚭ 1891 Luise von Österreich-Toskana (1870–1947)             | König Friedrich August III. (1865–1932) ⚭ 1891 Luise von Österreich-Toskana (1870–1947)             | König Friedrich August III. (1865–1932) ⚭ 1891 Luise von Österreich-Toskana (1870–1947)             | Fürst Albert von Thurn und Taxis (1867–1952) ⚭ 1890 Margarethe Klementine von Österreich (1870–1955) | Fürst Albert von Thurn und Taxis (1867–1952) ⚭ 1890 Margarethe Klementine von Österreich (1870–1955) | Fürst Albert von Thurn und Taxis (1867–1952) ⚭ 1890 Margarethe Klementine von Österreich (1870–1955)   | Fürst Albert von Thurn und Taxis (1867–1952) ⚭ 1890 Margarethe Klementine von Österreich (1870–1955)   |
| Eltern                   | Friedrich Christian von Sachsen (1893–1968) ⚭ 1923 Elisabeth Helene von Thurn und Taxis (1903–1976) | Friedrich Christian von Sachsen (1893–1968) ⚭ 1923 Elisabeth Helene von Thurn und Taxis (1903–1976) | Friedrich Christian von Sachsen (1893–1968) ⚭ 1923 Elisabeth Helene von Thurn und Taxis (1903–1976) | Friedrich Christian von Sachsen (1893–1968) ⚭ 1923 Elisabeth Helene von Thurn und Taxis (1903–1976) | Friedrich Christian von Sachsen (1893–1968) ⚭ 1923 Elisabeth Helene von Thurn und Taxis (1903–1976)  | Friedrich Christian von Sachsen (1893–1968) ⚭ 1923 Elisabeth Helene von Thurn und Taxis (1903–1976)  | Friedrich Christian von Sachsen (1893–1968) ⚭ 1923 Elisabeth Helene von Thurn und Taxis (1903–1976)    | Friedrich Christian von Sachsen (1893–1968) ⚭ 1923 Elisabeth Helene von Thurn und Taxis (1903–1976)    |
| Maria Emanuel            | | | | | | | | |

## Nachfolgefrage
Mit Unterstützung des Familienverbandes ernannte Maria Emanuel, der keine eigenen Kinder hatte, im Mai 1997 den Sohn seiner Schwester Anna, Alexander Afif Prinz von Sachsen-Gessaphe zu seinem Nachfolger als Chef des Hauses Wettin Albertinischer Linie. 1999 bekräftigte er diese Entscheidung durch dessen Adoption und übertrug ihm so auch den gesetzlichen Familiennamen „Prinz von Sachsen“. So wurde der Familienzweig Sachsen-Gessaphe als neuer Zweig des Hauses Wettin begründet, der die Dynastie nach dem Tod Maria Emanuels fortführt. Die Frage der Legitimität dieser Nachfolge ist allerdings umstritten, vgl. dazu Nachfolgestreit bei den Albertinern.